# Maj-demonstrationer i Slagelse
Maj-demonstrationer i Slagelse er en dansk dokumentarisk optagelse foretaget af Peter Elfelt.
Optaglesen viser Socialdemokratiets 1. maj optog gennem Slagelse. Året er usikkert, men er formentlig 1907. 
Filmen viser processionen gennem gaderne, og indeholder klip fra Torvet.  